# Claude-Marie Dubufe
Claude-Marie-Paul Dubufe (Paris, 1790 – La Celle-Saint-Cloud, 24 de abril de 1864) foi um pintor francês nos estilos histórico, de gênero e também de retratos.
Foi aluno de David e era reconhecido por sua perícia, especialmente na realização de retratos; expôs com regularidade no Salão de Paris a partir de 1810 até 1863; suas obras hoje se encontram em várias coleções regionais em França e em outros museus como o Art Institute of Chicago ou a National Gallery.

## Galeria

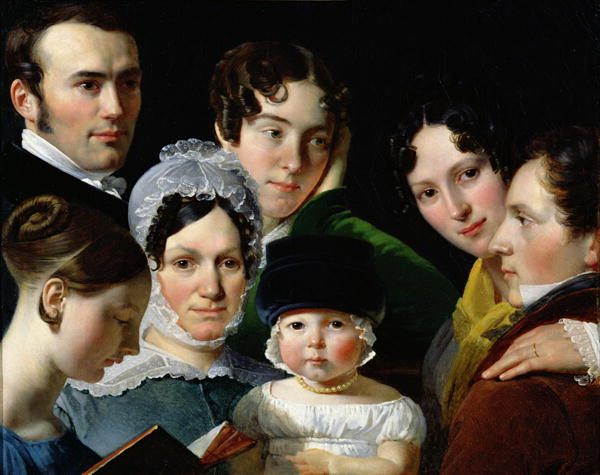
Auto-retrato da família (ao centro seu filho Édouard, pintor), quadro hoje no Louvre.
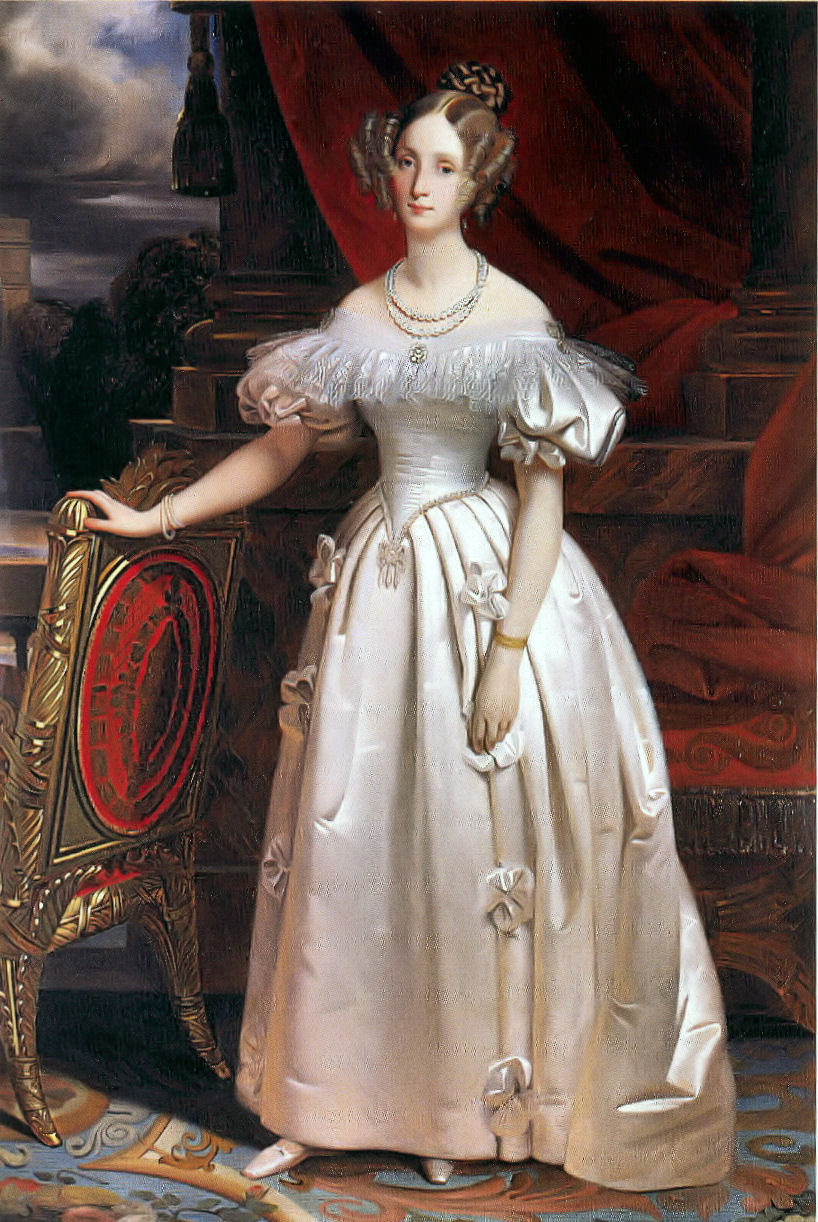
Luísa Maria de Orleães
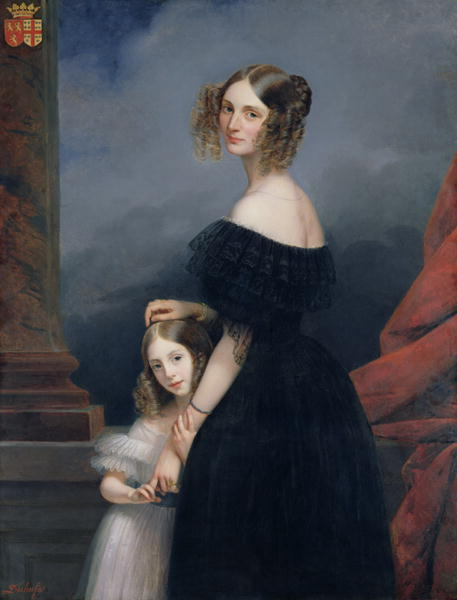
Anne-Louise Alix de Montmorency, com sua filha, ca. 1840
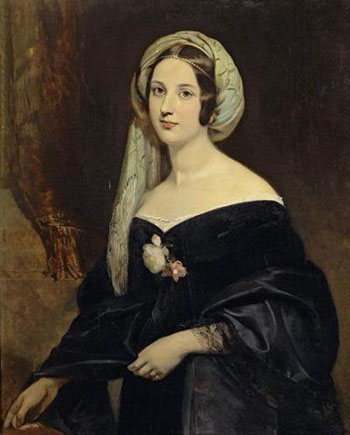
Eleonor Jenkinson